# Kirby Air Riders
Kirby Air Riders (カービィのエアライダー?, Kābyi no Earaidā) è un videogioco in sviluppo da Bandai Namco Studios con la supervisione di Masahiro Sakurai e pubblicato da Nintendo per Nintendo Switch 2. È il secondo videogioco della serie dopo Kirby Air Ride, pubblicato per GameCube. L'uscita del gioco è prevista per il 20 novembre 2025.
È il primo titolo diretto da Masahiro Sakurai da Kirby Air Ride ed è, inoltre, il primo gioco di Kirby a non essere sviluppato da HAL Laboratory. 

## Modalità di gioco
Kirby Air Riders è un simulatore di corse in stile arcade in cui i piloti, chiamati Rider, usano i veicoli Air Ride per gareggiare attraverso diversi percorsi o combattere tra di loro. Ogni veicolo presenta forme e caratteristiche diverse. Solitamente volano raso terra e si muovono in avanti automaticamente senza dover premere alcun pulsante né inclinare lo stick del Joy-Con 2 sinistro per accelerare. Lo stick va inclinato, invece, a destra o a sinistra per cambiare direzione. Premendo il pulsante B, invece, sarà possibile caricare il turbo durante una derapata. A differenza di Kirby Air Ride, King Dedede e Meta Knight, insieme ad altri personaggi, possono essere utilizzati in tutte le modalità del gioco e possono usare anche diversi veicoli Air Ride.

Gameplay di Kirby Air Riders. I Rider possono eseguire delle "mosse speciali" durante una derapata.

Ogni personaggio può utilizzare le "Abilità di Copia", in modo da rendere la competizione più equilibrata. I Rider hanno anche una mossa “speciale” che può essere attivata con il pulsante Y appena l'indicatore si riempie. Kirby è l'unico personaggio ad avere quattro diverse mosse speciali: una per ogni sua colorazione disponibile.

### ModalitàAir Ride
Nella modalità Air Ride sarà possibile gareggiare su diverse piste contro un massimo di 6 giocatori, sfruttando attacchi e tecniche per portare il Driver alla vittoria.
Percorsi Air Ride
- Distese di Floria
- Grotte Grette
- Circuito Cibernetico
- Monte Autunno

### ModalitàScuola Guida
La modalità Scuola Guida è stata pensata per i nuovi giocatori: si potranno apprendere le basi e le tecniche avanzate attraverso sfide dedicate. Nelle gare standard, la velocità può essere ridotta e non è prevista la distruzione del veicolo.

### ModalitàCity Trial
Così come nel predecessore, in Kirby Air Riders è presente la modalità City Trial. In questo nuovo titolo City Trial è ambientata su un'enorme isola sospesa chiamata Celestia. Qui si può guidare in libertà raccogliendo potenziamenti, attaccando gli avversari per danneggiare i loro veicoli o costringerli a lasciar cadere potenziamenti da raccogliere, il tutto allo scopo di migliorare il più possibile il proprio veicolo. Si parte a bordo della "Stella compatta" ma, proseguendo nel gameplay sarà possibile cambiare veicolo.

### ModalitàStadio
Al termine dei 5 minuti dettati dal timer si accede alla modalità Stadio, dove si potrà gareggiare con il proprio veicolo potenziato per la vittoria finale. Ogni stadio propone dei minigiochi diversi che possono essere scelti, tenendo conto, però, dei potenziamenti accumulati su Celestia e di quelli degli avversari. Alcuni stadi sono consigliati a seconda dei parametri del veicolo con lo scopo di aiutare il giocatore.

### Multigiocatore
La modalità multigiocatore prevederà fino a 8 giocatori in locale e 16 online, con supporto per chat vocale e video tramite GameChat.

## Rider
A confronto con il titolo originale, che presentava pochissima scelta tra i personaggi, Kirby Air Riders propone oltre una decina di piloti giocabili, chiamati Rider. I Rider presentati nel Nintendo Direct sono:
- Kirby (anche in colorazione blu, verde, gialla, rossa, viola e grigia)
- King Dedede (anche in colorazione blu, rosa e azzurra)
- Meta Knight (anche in colorazione grigia e rosa)
- Cuoco Kawasaki (anche in colorazione rossa)
- Bandana Waddle Dee (anche in colorazione viola)
- Cozy (anche in colorazione viola)
- Magolor (anche in colorazione grigia)
- Gooey (anche in colorazione blu scura)
- Waddle Doo (anche in colorazione nera)
- Knuckle Joe (anche in colorazione rossa/marrone)
- Susie (anche in colorazione nera)
- Starman (anche in colorazione rossa)

Nel titolo precedente solo Kirby aveva accesso a alcune colorazioni. In Kirby Air Riders, oltre all'aspetto originale, i personaggi presentano diverse tinte.

## Sviluppo
Nell'ultimo video del suo canale YouTube, Masahiro Sakurai rivela di aver lavorato ad un nuovo progetto di cui non poteva ancora parlare. Nel luglio del 2021 è stato contattato da Nintendo per presentare una proposta di gioco. Una volta accettata, il team di sviluppo si è messo all'opera, iniziando la produzione nell'aprile 2022.
Il gioco è stato annunciato durante il Nintendo Direct del 2 aprile 2025, incentrato su Nintendo Switch 2. Sakurai, creatore della serie di Kirby e direttore del progetto, ha incaricato il team di Bandai Namco per lo sviluppo del gioco.

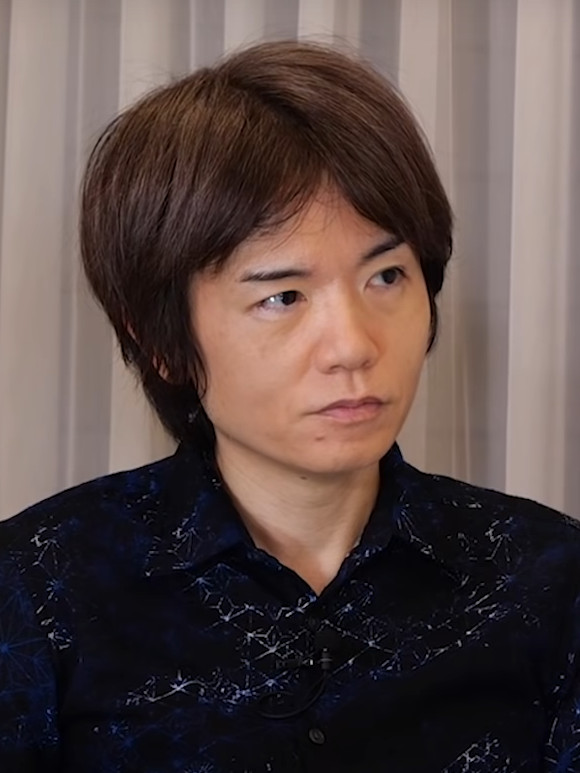
Masahiro Sakurai, creatore della serie di Kirby e game director del gioco.

Come già dichiarato da Sakurai sul suo canale YouTube, la pre-produzione è iniziata nel 2021, quando l'idea è stata proposta a Nintendo, mentre la produzione è iniziata nell'aprile 2022. Sakurai ha iniziato a sviluppare Air Riders dopo il completamento della suddetta serie YouTube e lo sviluppo dei DLC per Super Smash Bros. Ultimate.
Il 18 agosto 2025 Nintendo annuncia per il giorno seguente, prima sull'applicazione Nintendo Today e poi sui canali social, un Nintendo Direct dalla durata di circa 45 minuti dedicato esclusivamente al gioco. Durante la presentazione, Sakurai rivela che lo sviluppo del gioco fosse dovuto alle forti richieste di Shinya Takahashi, presidente di Nintendo, e Satoshi Mitsuhara, ad oggi ex-presidente di HAL Laboratory.

## Colonna sonora
Il tema principale del gioco è "Viaggio stellare". La canzone, insieme ad alcune tracce della colonna sonora sono state rese disponibili poco dopo il Nintendo Direct sull'app di Nintendo Music.